# Imanol Landa
Imanol Landa Jáuregui (Guecho, Vizcaya, 1 de noviembre de 1966) es un abogado y político español de ideología nacionalista vasca.
Actualmente es senador en el Senado de España y miembro de la mesa del Senado.
Anteriormente desempeñó el cargo de alcalde de Guecho entre 2007 y 2019. Anteriormente había sido concejal de Presidencia durante el último mandato del anterior alcalde, Iñaki Zarraoa, también del PNV. Landa recibió el 16 de junio el apoyo de los 10 concejales de su partido y la abstención de los 4 del PSE-EE en el acto de investidura como alcalde al que asistió el diputado general del territorio, José Luis Bilbao (afiliado de dicha organización local). El resto de concejales (PP y EH Bildu) votaron a sus respectivos candidatos. Al ser la lista más votada en las elecciones pudo confeccionar su equipo de gobierno.

## Biografía
Tiene 53 años, está casado y tiene dos hijas y un hijo. Profesional del Derecho, siendo licenciado en derecho por la Universidad del País Vasco, ejerció durante ocho años como tal hasta que en 1999 fue elegido concejal. Desde entonces y hasta el año 2003 compaginó su labor profesional con la presidencia de la residencia municipal, labor que asumió ese año 2003 Eusko Alkartasuna hasta el año 2007. En 2003 dejó de ejercer como letrado al asumir la concejalía de Presidencia del Ayuntamiento con dedicación total. Desde 2007 ejerce como su alcalde.
En 2009 concurrió en el puesto 14 a las elecciones al Parlamento Vasco, en una lista que obtuvo 12 representantes, quedándose cerca de obtener acta parlamentaria tras la renuncia de la cabeza de lista, Izaskun Bilbao, al ser elegida europarlamentaria en las elecciones al Parlamento Europeo. Cuando se produjo, en marzo de 2010, la retirada de un parlamentario por Vizcaya de PNV, se vio en la disyuntiva de aceptar el acta parlamentaria o mantener sus responsabilidades al frente del ayuntamiento, optando finalmente por mantener su compromiso con los vecinos.
Imanol Landa fue confirmado como candidato por PNV a la reelección en las elecciones municipales de 2011 para la responsabilidad de alcalde el pasado 23 de marzo de 2010. Fue reelecto para un nuevo mandato el 22 de mayo de 2011, con un respaldo de 14.182 ciudadanos (620 votos más que en 2007) y el mantenimiento de sus 10 concejales, pese al ingreso de Bildu en la corporación. La investidura está programada para al 11 de junio, en la que fue investido con el voto de su grupo para el mandato 2011-2015.